# Mucien
Pour les articles homonymes, voir Mucien (homonymie).
Mucien (en latin Caius Licinius Mucianus), fl. 55-70, homme politique, général et écrivain romain. Il participa de près à l'établissement de la dynastie flavienne.

## Sources

### Tacite
L’historien, né vers 56 et donc jeune contemporain de Mucien, constitue la source principale pour sa carrière politico-administrative. Malheureusement, nous ne disposons plus que d’une partie de ses Historiae (années 69-70) qui couvraient les années 69-98, jusqu’à l’assassinat de Domitien.

### Flavius Josèphe
L’historien juif devint un proche de la famille impériale des Flaviens. Il accompagna Titus à son retour à Rome (71). Son Bellum Judaicum constituerait donc une source de premier plan, puisque de par cette proximité, il dut être en contact direct avec Mucien.

### Dion Cassius
L'historien sénateur constitue la troisième source en importance. La partie de son œuvre consacrée à la période est également perdue, mais nous en conservons un résumé  composé par un lettré byzantin du XIe siècle, Xiphilin.

### Pline l’ancien
Mort en 79 lors de l’éruption du Vésuve, Pline, de l’ordre équestre, est également un contemporain et un collègue de Mucien dans la carrière, sous les Flaviens : il termine sa vie en tant que préfet de la flotte de Misène.
Son Histoire Naturelle permet d’approcher ce que dût être la production littéraire de Mucien, qu'il cite fréquemment.

## Biographie
Il appartient à l’ordre sénatorial dont il suit la carrière. Il est envoyé par Claude dans l’état-major de Corbulon lors des campagnes d’Arménie. Son étoile paraît néanmoins avoir pâli sous ce règne. Sous Néron, il atteint le consulat (consul suffect en 63 ou 64 avec pour collègues Quintus Fabius Barbarus Antonius Macer). Cela lui ouvre la porte d’un gouvernement de province, en l’occurrence celui de Syrie. Il administre donc cette province lorsqu’éclate la révolte en Judée et que Néron place Vespasien à la tête de l’armée chargée de la réprimer.
Les rapports entre les deux hommes sont difficiles, mais la crise de 69 les rapproche : fidèles à Galba, ils se rangent néanmoins de commun accord derrière Othon, tout en se gardant d’intervenir militairement dans un premier temps. Selon Tacite, c’est Mucien qui convainc Vespasien de se lancer dans la course à l’Empire en s’opposant à Vitellius, après l'accession à la pourpre de ce dernier.
Les deux hommes se concertent et se divisent les rôles : Vespasien demeure en Asie pour y assurer leurs positions et prendre le contrôle de l'Egypte tandis que Mucien est chargé de gagner l’Occident pour y mener les opérations contre les Vitelliens. Au lendemain de l’exécution de Vitellius (22 décembre 69), il arrive à Rome dont il devient l’homme fort en attendant le retour de Vespasien (octobre 70). Il jouit d'un pouvoir quasi impérial pendant cette période. Il règle la succession et procède à l’épuration. Selon Tacite, il doit également canaliser la fougue (ferocia) de Domitien, le plus jeune fils de Vespasien, dont l’empereur se méfie du caractère.
Il disparaît ensuite de nos sources. On sait qu’il fut encore consul suffect, pour la troisième fois, en 72. Au milieu des années 70, il est membre du collège des Frères Arvales.
Pline, mort en 79, le présente comme décédé dans son Histoire Naturelle. Si l'on retient la date de 77 pour la fin de la publication de l'encyclopédie, cela nous donne un terminus ante quem pour son décès.

## L'écrivain
Nous n'avons rien conservé directement de l’œuvre littéraire et éditoriale de Mucien. Il est néanmoins possible de s'en faire quelque idée.

### Mirabiliaou Souvenirs de voyage?
Pline l’Ancien cite abondamment Mucien. Trente-deux fragments lui sont directement attribués par la critique moderne.  Ils traitent tous de réalités géographiques orientales ou de choses étonnantes (mirabilia) qu’on a pu ou qu’on peut y voir.
Quelle était la nature précise de cet ouvrage perdu ? Deux hypothèses sont proposées.
- Un ouvrage de mirabilia (thaumasia, thaumata, en grec), recueil de faits insolites ou prodigieux, genre littéraire que les Grecs nommaient ‘paradoxographie’. Ce type de littérature rencontra un grand succès tout au long de l’Antiquité et imprégna souvent d’autres genres, depuis Hérodote déjà. Pline l’Ancien est friand de ce type d’insert dans son encyclopédie.
- Un récit de voyage ou une relation de son expérience de l’Orient. En effet, ce qui frappe à la lecture des citations rapportées par Pline, c’est la fréquence avec laquelle Mucien affirme avoir été le témoin direct de ce qu’il relate. De plus, l’ensemble ne concerne que des faits et réalités orientaux. La longue carrière de Mucien, qu’elle soit militaire et/ou administrative, se passe essentiellement en Asie. Selon cette hypothèse, sa carrière finie, il aurait publié une relation de ce passé et de ce dont il aurait été témoin dans ses fonctions officielles et les loisirs touristiques qu’elles lui offraient[11].

Bardon et Syme se rangent derrière la première hypothèse.
Plus récemment, Caldwell reprend le dossier et pose la question sans doute décisive : cette accumulation de mirabilia reflète-t-elle réellement l’œuvre de Mucien ou n’est-elle pas plutôt l’indice de l’appétence de Pline pour ce genre de données, qui n’aurait donc retenu que cet aspect, partiel, dans l’œuvre qu’il cite si abondamment ?

### L’éditeur de textes anciens
Le dialogue des Orateurs de Tacite relate une discussion à laquelle assista l’auteur en sa jeunesse, en 75.
Un passage(§ 37) mentionne qu’à cette date Mucien avait édité 11 livres d’acta et 3 livres de lettres, des écrits anciens du temps de la république.
De quoi s’agissait-il ? D’après la suite du texte, ces recueils permettaient de mettre en évidence les qualités oratoires et littéraires des anciens. 
Il ne faut donc sans doute pas prendre le mot « acta » au sens technique du terme, les archives du sénat, comptes-rendus de séance, délibérations et senatus consultes, mais plus probablement des discours prononcés que Mucien avait récoltés et qui n’avaient jamais été publiés auparavant.
De même, les recueils de lettres devaient contenir de la correspondance de grands hommes du passé républicain, toujours inédite et conservée dans les archives des grandes familles.
Quel en était l’étendue ? Tout dépend de l’interprétation que l’on donne au verbe « contrahuntur », qui peut signifier aussi bien « abréger » que, de façon neutre, « rassembler ». Au vu du nombre de volumes déjà parus et de l’entreprise manifestement décrite comme en cours, Bardon [1953] penche pour la seconde hypothèse, une édition extensive.
Ce même auteur met en relation cette activité d’édition avec l’idée, en gestation à l’époque, qu’un texte authentique, document d’archive du passé, peut devenir d’un grand intérêt  et prendre place dans un ouvrage littéraire, en particulier historique. Quelques dizaines d’années plus tard, le processus est achevé et illustré par Suétone.